# 水舍南外滩精品酒店

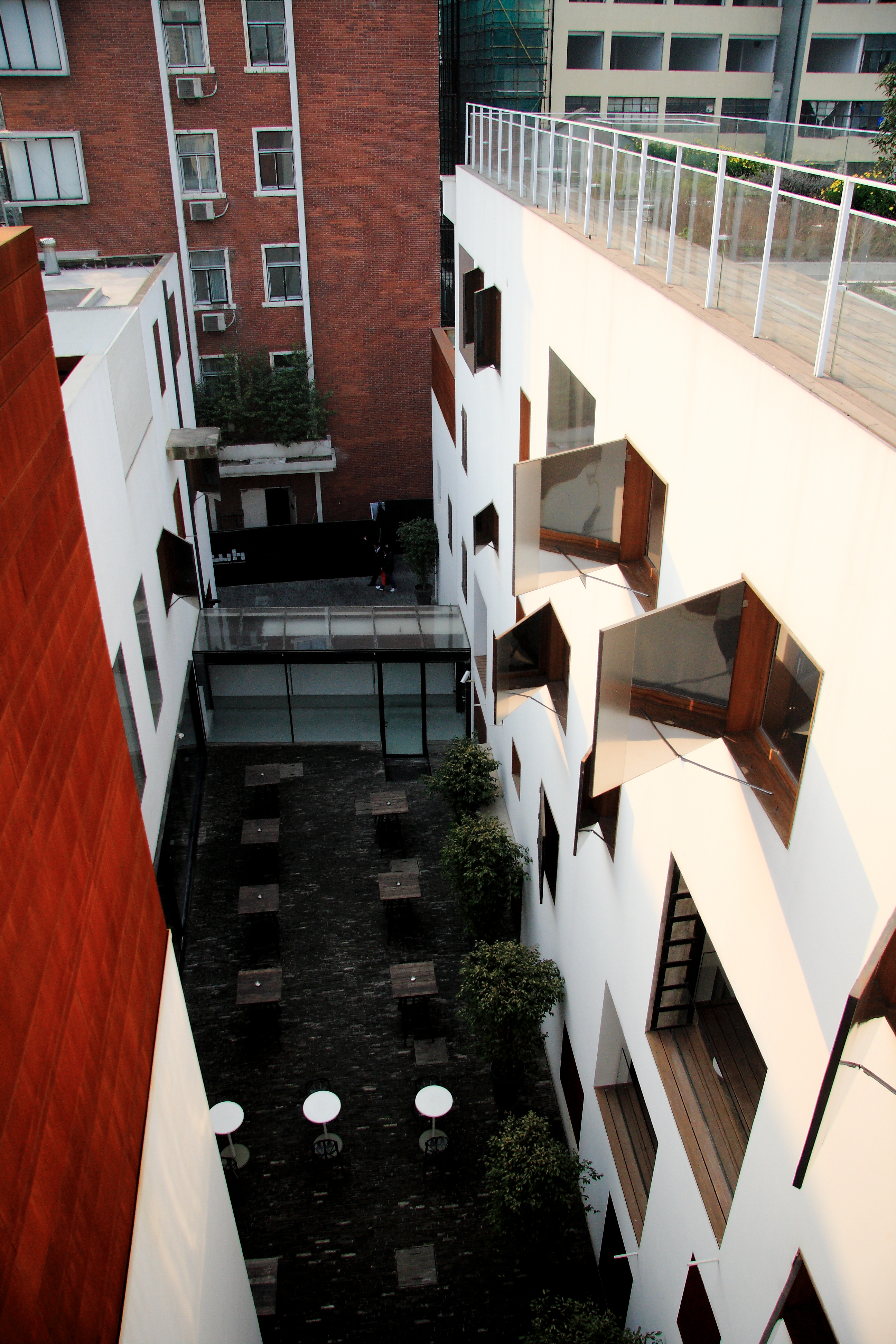
水舍精品酒店中庭

水舍又名南外滩水舍精品酒店、水舍·上海南外滩、南外灘水舍酒店，是一家位于中国上海市黄浦区老码头区域黄浦江河畔的酒店，該建築前身是1930年代日軍佔用的建築，後來成為倉庫。2003年改建成酒店。建筑原有3层，後增建一層。該酒店只有19个客房。